# Котамраджу Нараяна Рао
Котамраджу Нараяна Рао (12 жовтня 1931 р., Мачиліпатнам, Андхра-Прадеш) також відомий як К. Н. Рао- відомий астролог (джйотиша) та автор багатьох книг з індійської астрології.

## Біографія
Рао навчався астрології у своєї матері К. Сарасвані Деві. Він радник і член-засновник найбільшої школи у світі астрології в Бхаратія Відья Бхаван, Нью-Делі. Він також є редактором щоквартального журналу астрології «Journal of Astrology», який публікує найкращі дослідження у світі. (Журнал Астрологія). Нараяна Рао Котамраджу довгий час працював на уряд Індії, але пішов з посади у Індійській службі аудиту та бухгалтерії як генеральний директор у листопаді 1990 року. Він був головним гостем на другій Конференції Американської Ради з ведичної астрології в 1993 році. Він забезпечував 3 і 4 конференцію в 1994 і 1995 рр., але не був присутній на конференції.
Він був відповідальним за впровадження ведичної астрології як курс навчання в індійських вузах під час правління уряду Бхаратія джаната парті.

## Погляд на астрологію
Відповідаючи на питання, пов'язане з використанням терміну «ведична астрологія»: «Технічно, джйотіша не повинна називатися ведичною астрологією. Для Яджн і Кармаканди Веди достовірне джерело. Для домогосподарів це Смріті. Обидва Веди і Смріті є в Пуранах. […] Те, чого нема в Ведах, є в Смріті. І все, що не виявили у цих двох, повинно бути відомо з Пуран».
Про роль інтуїції в астрології: "Патанджалі Йога-сутри [28] кажуть нам, що існує Джйотішматі Наді (інтуїтивний канал передбачення) всередині нас, при активації якого можна бачити минуле, сьогодення і майбутнє. Тут не потрібні гороскопи або знання астрології ".

## Публікації
Книги К. Н. Рао
- Learn Hindu Astrology Easily
- Astrology, Destiny & The Wheel Of Time
- Ups and Downs In Career: Replicable Astrological Techniques Using Transits of Saturn & Jupiter
- Planets and Children
- Predicting Through Jaimini's Chara Dasha
- Predicting through Karakamsha & Jaimini's Mandook Dasha
- Karma and Rebirth In Hindu Astrology
- Dips into Divinity Astrology and History
- The Nehru Dynasty
- Timing Events Through Vimshottari Dasha
- Learn Successful Predictive Techniques of Hindu Astrology
- Yogis, Destiny and the Wheel of Time
- Enigmas in Astrology
- Tried techniques of predictions and some memories of an astrologer
- Risks and Tricks in Astrological Predictions
- Kaal Sarpa Yoga-Why such fright?
- Jyotisha the super-science: A rich heritage of India's composite culture